# Уддхарана Датта
Уддхарана Датта Тхакур — кришнаитский святой, живший в XVI веке в Бенгалии. Был близким спутником Нитьянанды и принадлежал к группе двенадцати святых двадаша-гопал — выдающихся проповедников, распространивших гаудия-вайшнавизм по всей территории Бенгалии. Вырос он в семье торговцев золотом, позже женился и стал богатым министром. Нитьянанда часто останавливался в его доме в Саптаграме. Описывайетса, что Нитьянанда благословил всех жителей Саптаграма, и все они стали великими вайшнавами. В возрасте двадцати шести лет Уддхарана Датта оставил дом и семью и присоединился к Нитьянанде. После смерти Уддхараны Датты, Нароттама Даса посетил его дом и увидел, как все жители деревни испытывали огромную разлуку с ним.
По сегодняшний день сохранился храм, в котором поклонялся Уддхарана Датта. В храме есть его изображение и шестирукое мурти Чайтаньи, которому он лично служил.
В вечных играх Кришны Удхаранна Датта один из пастушков по имени Субаху.